# Monte Columbia (Alberta)
O Monte Columbia é uma montanha das Montanhas Rochosas em Alberta e na Colúmbia Britânica, Canadá. Fica no campo de gelo Columbia, entre os parques nacionais de Banff e Jasper. A sua altitude é 3747 m, tornando-o a montanha mais alta da província de Alberta.
A montanha recebeu o seu nome em 1898 dado por John Norman Collie a partir do rio Columbia. O rio, por sua vez, é assim chamado a partir do navio Columbia Rediviva  capitaneado por Robert Gray, que explorou o rio em 1792.